# Loukas Papadimos
Loukas Papadimos (grekiska: Λουκάς Παπαδήμος), född 11 oktober 1947 i Aten, är en grekisk ekonom och ämbetsman som var Greklands premiärminister mellan den 11 november 2011 och den 17 maj 2012.
Papadimos studerade vid Massachusetts Institute of Technology i USA, där han tog en kandidatexamen i fysik 1970, en magisterexamen i elektroteknik 1972 och en doktorsexamen i nationalekonomi 1978.
Han blev 1985 chefsekonom vid Greklands centralbank, biträdande centralbankschef 1993 och centralbankschef från 1994 till 2002. Han var därefter biträdande chef för Europeiska centralbanken (ECB) från 2002 till 2010.

## Premiärminister
Som en följd av den katastrofala ekonomiska kris som drabbade Grekland med början under 2010 tvingades den sittande premiärministern, Giorgos Papandreou, att avgå i november 2011 i syfte att bereda väg för en samlingsregering som skall leda Grekland fram till ett nyval i början av 2012. De större grekiska partierna enades då om Papadimos som premiärminister för samlingsregeringen.
Efter parlamentsvalet hållet i maj 2012 då inga partier lyckats bilda regering avgick Papadimos för att kunna ersättas av en teknokratisk regering ledd av Panagiotis Pikrammenos, tidigare domare och ordförande för statens råd.